# 22-я танковая дивизия (вермахт)
22-я танковая дивизия (22. Panzer-Division) — тактическое соединение сухопутных войск вооружённых сил нацистской Германии. Принимала участие во Второй мировой войне. Сформирована в октябре 1941 года.

## Боевой путь дивизии

### Формирование
Сформирована в конце 1941 года, на территории оккупированной Франции. Вооружена преимущественно трофейными танками: французскими и чешскими. Последняя из немецких танковых дивизий, оснащённая устаревшими чешскими лёгкими танками PzKpfw 38(t). Из немецких танков дивизия получила только устаревшие Pz-II и несколько Pz-III и Pz-IV. Укомплектована выходцами из Южной Германии (Рейнская область) и Австрии.
В Крыму
Боевое крещение дивизии состоялось 20 марта 1942-го при атаке позиций советских войск на Ак-Монайском (Парчакском) перешейке, и оказалось очень неудачным. В утреннем тумане части дивизии столкнулись с готовившимися к атаке советскими пехотными частями 51-й армии усиленными потрёпанной, но ещё боеспособной 55-й танковой бригадой полковника М. Д. Синенко  (к 5.00 20 марта в 55-й бригаде насчитывалось в строю 23 Т-26 пушечных, 12 огнемётных ХТ-130) и сводным танковым батальоном из боевых машин 39-й, 40-й танковых бригад и 229-й отдельной танковой бригады (8 КВ-1 и 6 Т-60 на 19 марта). 22-я танковая дивизия отступила, оставив на поле боя 34 танка всех типов, из них 8 — полностью исправных. Также в этом бою дивизия потеряла 8 бронетранспортёров, 10 тягачей, 12 миномётов, 7 противотанковых орудий и другое вооружение. Людские потери дивизии составили более 1100 человек. Советские части в этом бою потеряли 14 танков. Поражение только что прибывшей на фронт хорошо укомплектованной дивизии вызвало большой резонанс в немецком командовании, командующему 11-й немецкой армией Э. фон Манштейну пришлось по этому поводу оправдываться перед Гитлером.
Командир противотанкового орудия 132-й пд Г. Бидерман писал: "Колонна с великолепно экипированными в только что пошитую зимнюю форму танкистами прогрохотала мимо наших позиций... ...Мы завистливо провожали взглядами одетые с иголочки войска, скрючившись в своих окопах, и с трудом пробивались сквозь грязь в форме, которая за месяцы жестоких боев превратилась в лохмотья, покрылась коркой грязи и выцвела. Танковые части-новички решительно ринулись в атаку. Лязгая гусеницами и ревя моторами в морозном воздухе, они сразу же устремились в лобовую атаку на русские позиции, но застряли в глубокой грязи прямо перед вражескими пушками, полностью уязвимые для противотанкового огня. В общей сложности было потеряно 40 танков, остальные после этого катастрофического эксперимента были немедленно сняты с фронта и отправлены в тыл для дальнейшей подготовки. Им пришлось учиться, точно так же как это делали мы в предыдущие месяцы, пониманию того, что для возможности выжить на Восточном фронте нужно нечто большее, чем новая форма и страстный натиск".
У старожилов 11-й армии получила прозвище "Одеколон" (поставляется с запада и быстро выветривается). Позднее вышел специальный приказ официально запрещающий употреблять это прозвище.
После анализа ошибок и пополнения дивизия участвовала в начале мая 1942 года в операции "Охота на дроф", проводимой 11-й армией Э. фон Манштейна, по ликвидации советского плацдарма на Керченском полуострове. В ночь с 7 на 8 мая немецкая пехота пошла на штурм позиций 44-й армии Крымского фронта. Совместно с десантом, высаженным со штурмовых лодок, пехотинцы 132-й пехотной дивизии сумели овладеть первой линией обороны советских войск и главное, противотанковым рвом шириной до 10 м, тянувшимся вдоль всей линии фронта. В книге военного историка Пауля Кареля «Восточный фронт» дальнейшие события описаны таким образом: «Танковые роты и бронетранспортеры, быстро развернувшись, ударили по вторым и третьим рубежам советской обороны, сломили сопротивление противника, вышли к повороту дороги на Арма-Эли и обрушились прямо на район сосредоточения советской танковой бригады.
После э того 22-я танковая дивизия повернула в северном направлении, в тыл двум советским армиям, которые ещё вели бои с 46-й пехотной дивизией и румынскими бригадами. Ситуация с погодой поменялась. К вечеру 9 мая начался сильный дождь. За несколько часов грунтовые дороги и глинистая почва по обочинам превратились в непролазную трясину. В ней безнадёжно вязли колесные вездеходы и грузовики, способность передвигаться сохраняла лишь техника на гусеничном ходу. Силы 22-й танковой дивизии продолжали наступление до темноты, а затем заняли позиции для круговой обороны. К рассвету 10 мая они находились уже в глубоком тылу советской 51-й армии. Немцы отразили мощную атаку противника с привлечением крупных соединений бронетехники. Поднявшийся ветер скоро высушил землю. Дивизия продолжила движение на север. 11 мая она находилась в районе Ак-Монай и вышла к морю  в тылу советской 47-й армии».

### На Дону
Летом 1942 года — бои на Дону. В начале 1943 года — бои на реках Донец и Миус.
5 марта 1943 года — дивизия расформирована.

## Состав дивизии
| В 1942 году: - 204-й танковый полк - 22-я стрелковая бригада - 129-й стрелковый полк - 140-й стрелковый полк - 24-й мотоциклетный батальон - 22-й разведывательный батальон - 140-й артиллерийский полк - 140-й противотанковый артиллерийский дивизион - 50-й сапёрный батальон - 140-й батальон связи | В 1943 году: - 204-й танковый полк - 129-й моторизованный полк - 140-й моторизованный полк - 140-й артиллерийский полк - 140-й разведывательный батальон - 140-й противотанковый артиллерийский дивизион - 289-й зенитный артиллерийский дивизион - 140-й сапёрный батальон - 140-й батальон связи |

## Командиры дивизии
- Генерал-лейтенант Вильгельм фон Апель (25 сентября 1941 г. - 7 октября 1942 г.)
- Генерал- лейтенант Хельмут фон дер Шеваллери (7 октября 1942 г. - 1 ноября 1942 г.), исполняющий обязанности
- Генерал-лейтенант Эберхард Родт (1 ноября 1942 г. - 4 марта 1943 г.)

## Награждённые Рыцарским крестом Железного креста
- Герман фон Оппельн-Брониковски, 1.1.1943 — полковник, командир 204-го танкового полка
- Герберт Эймер, 18.04.1943, — обер-лейтенант резерва, командир 2-го батальона 129-го моторизованного полка